# En-anna-tum I
En-anna-tum I o Enannatum I (Lagash, ... – Lagash, 2405 a.C.) è stato il quarto re della prima dinastia di Lagash e successe al fratello Eannatum nel 2425 a.C.

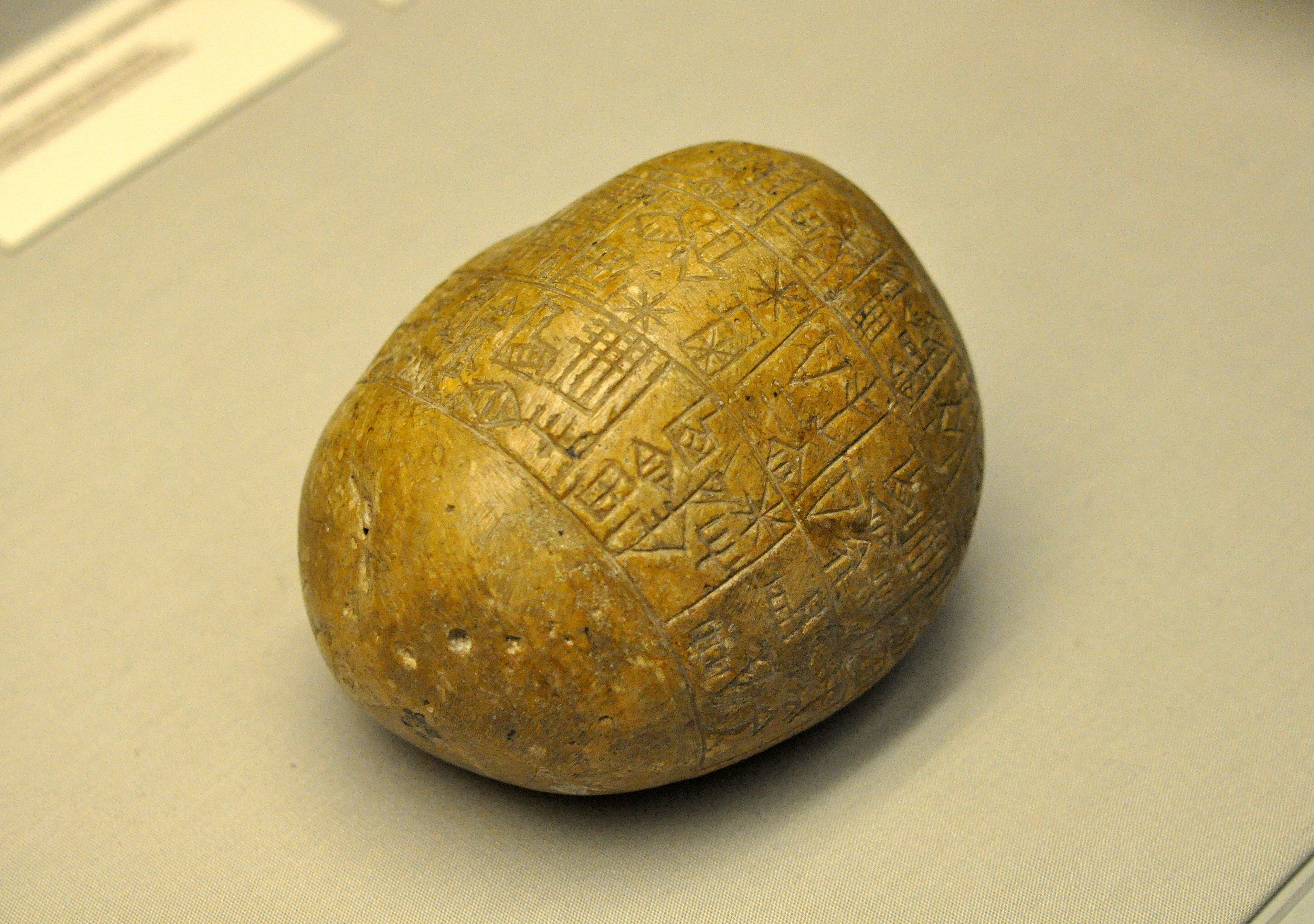
Testo cuneiforme di Enannatum I. Circa 2400 a.c.. Da Girsu, Iraq. Conservato presso il British Museum di Londra

Durante il suo regno si riaccese il conflitto con la città di Umma. Il re Urlumma di Umma, figlio di Enakalle (il re sconfitto da Eannatum), drenò il canale di confine fra le due città, presso Girsu, e distrusse i santuari lì collocati ai tempi di Eannatum a ricordo del trattato di pace e si appropriò dei fertili terreni di confine di Guedenna. Enannatum uscì dalla città con il suo esercito e si preparò alla battaglia nella località di Ugigga, nei campi vicino a Girsu In assenza di testi provenienti dalla città di Umma e tenendo conto del fatto che le sconfitte non venivano registrate nelle iscrizioni reali, si possono formulare varie ipotesi su ciò che accadde. Un'iscrizione relativa ad Entemena (figlio e successore di Enannatum I) riferisce che anch'egli combatté contro Urlumma, catturando sessanta carri da guerra; tenendo conto anche di questo dato si può ipotizzare che o Enannatum I fu in un primo tempo sconfitto, o non poté combattere perché troppo anziano, e l'esercito fu guidato dall'allora principe Entemena. Un'altra ipotesi è che, dopo la sconfitta, Enannatum I perse il trono per un governatore subordinato a Umma che fu detronizzato poi dal principe designato Entemena, che condusse una ribellione vittoriosa contro la città rivale. Una terza ipotesi è che Urlumma non abbia potuto approfittare della vittoria perché richiamato ad Umma da una ribellione. Comunque sia, alla fine, Urlumma venne sconfitto, ma riuscì a fuggire dal campo di battaglia, fu però catturato ed ucciso a Umma. Enannatum I (o Entemena, a seconda delle ipotesi) stabilì sul trono di Umma un governante vassallo. Dalla guerra sia Lagash che Umma uscirono fortemente indebolite, cosa che consentì ad un sacerdote del tempio a Zabala, Ili, di usurpare il trono di Umma e di riprendere le ostilità contro Lagash.